# Johann Otto Haas

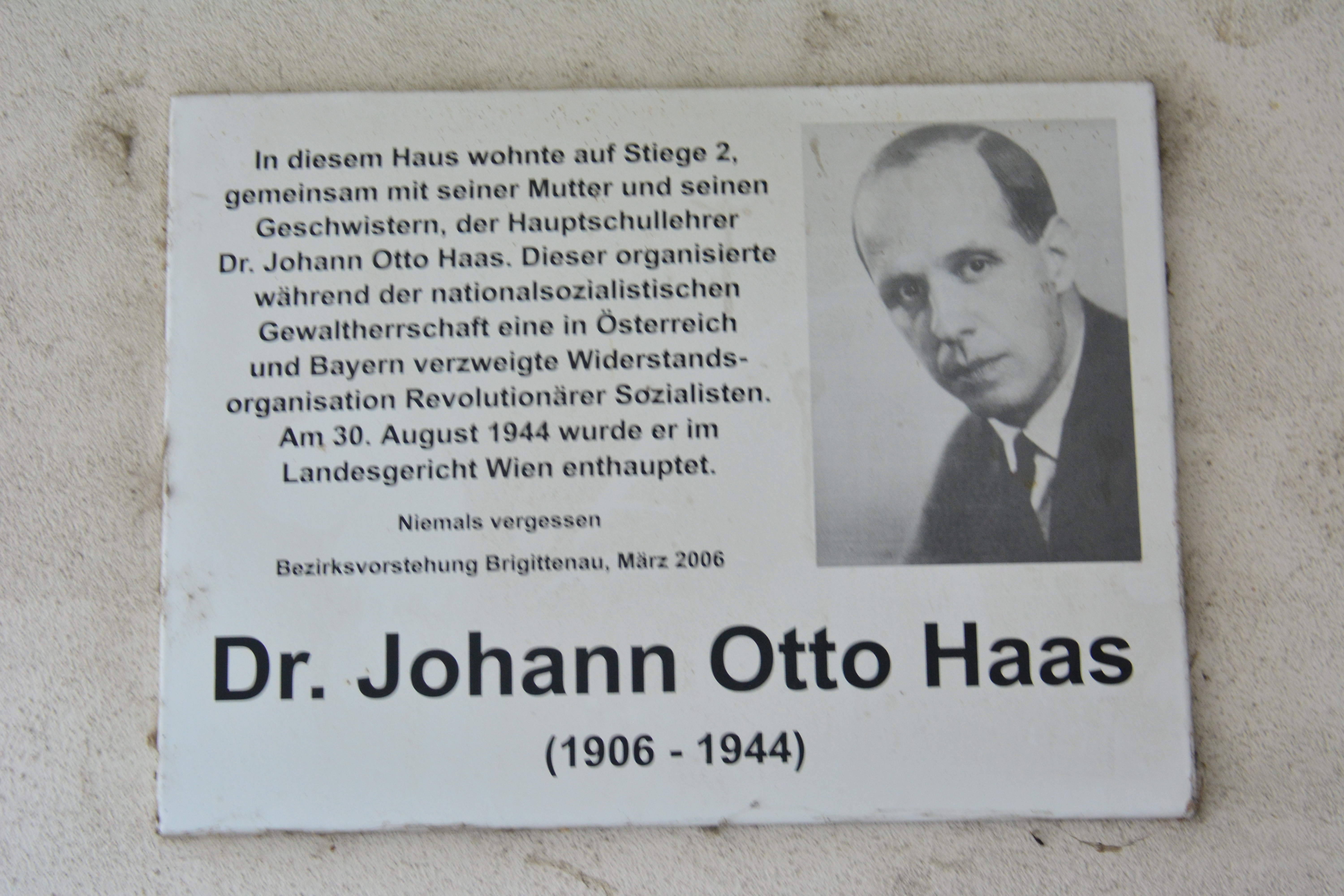
Gedenktafel für Johann Otto Haas

Johann Otto Haas (geboren am 6. Januar 1906 in Ungarisch-Altenburg (jetzt Mosonmagyaróvár in Ungarn); hingerichtet am 30. August 1944 in Wien) war ein österreichischer Widerstandskämpfer gegen den Nationalsozialismus.

## Leben

### Frühes Leben
Johann Otto Haas wurde in der Lebensgemeinschaft von Philomena Haas mit Leonard Josef Trexler in Ungarisch-Altenburg als erstes von vier Kindern (3 Söhne, eine Tochter) geboren, anschließend wohnte die Familie in Wien. Sein Vater, Leonard Josef Trexler (1865–1928), war Eisendreher, geboren in böhmisch Reizenhain (Nähe Komotau, jetzt Chomutov in Tschechien), er war in erster Ehe (röm./kath.) verheiratet mit Anna Elise Mathilde Beyer (1856–1935) aus Köslin an der Ostsee (Pommern, jetzt Polen); diese Ehe wurde nicht geschieden. Die Mutter von Johann Otto Haas, Philomena Haas (1881–1973), war eine  Kleinbäuerin aus Kärnten. Ihre vier Kinder mit Leonard Josef Trexler hatten den Familiennamen Haas. Schon früh engagierten sich die Eltern in der Sozialdemokratischen Arbeiterpartei (SDAP), von 1919 bis 1923 saß Leonard Josef Trexler als Abgeordneter seiner Partei in der Bezirksvertretung des Wiener Gemeindebezirks Brigittenau. Philomena Haas saß sowohl vor wie auch nach dem Zweiten Weltkrieg als Abgeordnete der SDAP, später der SPÖ im Wiener Landtag und Gemeinderat.
Nach dem Tod seines Vaters im Jahr 1928 zog die Familie in eine Gemeindebauwohnung. Die Familie lebte in Armut; Johann und seine Geschwister fielen in der Schule durch ihre Unterernährung auf. Dennoch beschloss er auf Anraten seiner Mutter die Lehrerbildungsanstalt zu besuchen und absolvierte im Anschluss daran einen Lehrgang an der von Otto Glöckel geschaffenen Höheren Internatsschule des Bundes im Gemeindebezirk Penzing. Um sich die Schule zu finanzieren, aber auch um seine Mutter und Geschwister zu unterstützen, arbeitete Haas stundenweise als Bauhilfsarbeiter.

### Werdegang
Schon früh engagierte sich Haas politisch, sammelte sozialdemokratische Jugendliche um sich, war Funktionär bei den Kinderfreunden sowie Mitglied bei den Roten Falken. Da die Wohnung seiner Mutter oft als Treffpunkt von jungen Menschen diente, erhielt Philomena Haas den Spitznamen Haasenmutter. In der SDAP arbeitete Haas als Bibliothekar. Kurzzeitig studierte Haas an der Universität Wien Geschichte, ehe er im Jahr 1928 eine Anstellung als Lehrer an einer Schule in Floridsdorf fand.
Seine Widerstandstätigkeit begann nach dem Österreichischen Bürgerkrieg des Jahres 1934. Nach dem Verbot der SDAP begann er die Opfer der Februarkämpfe zu unterstützen. In dieser Zeit lernte er auch Josef Afritsch kennen, in der Zweiten Republik Innenminister Österreichs. Wegen seiner illegalen Kontakte wurde Haas zu vier Wochen Polizeihaft in dem Anhaltelager Wöllersdorf verurteilt. Nach seiner Entlassung aus der Haft beendete Haas sein Studium und promovierte im Jahr 1937 zum Doktor der Philosophie.

### Widerstand
Nach dem Anschluss Österreichs an das Deutsche Reich im Jahr 1938 begann Haas ein Netzwerk an Kontakten aufzubauen. So hielt er Verbindungen zur Sopade, der Exilorganisation der Sozialdemokratischen Partei Deutschlands (SPD) in Prag und zu Walter Wach, einem Offizier der Wehrmacht, der Haas über die Pläne der Obersten Heeresführung informierte. Da Haas meinte, das Nachrichtenmonopol sei die stärkste Waffe eines Regimes, gründete er selbst einen Nachrichtendienst, dem seine Mutter, seine Freunde und Lehrerkollegen angehörten, und der chiffrierte Botschaften an Gesinnungsgenossen in ganz Europa übermittelte.
Unter dem Decknamen Ludwig knüpfte er Kontakte zum Ehepaar Brunner in Wörgl in Tirol, aber auch zu den NS-Widerstandskämpfern Hermann Frieb in München und Bebo Wager in Augsburg. Ein weiteres Mitglied der Organisation war der aus Salzburg stammende Eisenbahner Toni Graf.
Im Mai 1939 wurde Haas in die Wehrmacht eingezogen. Er wurde als Soldat der Luftwaffe in Bratislava eingesetzt, wo er im Wetterdienst überwiegend im Innendienst Verwendung fand. Hier lernte er weitere Widerstandskämpfer kennen, Eduard Göth, einen Lehrer aus Ludweis-Aigen, und den Oberschulrat Josef Franz Sommerauer. Vor allem Göth war für die Gruppe wichtig, da er als Arbeiter in den Wiener Neustädter Flugzeugwerken Einblicke in die Aufrüstung des Regimes bekam.
Diese Informationen wurden durch Haas’ Nachrichtendienst über viele Arten von Kommunikationswege verbreitet. Wurden die chiffrierten Botschaften zunächst noch in Kissen versteckt, kamen später auch hohle Buchdeckel oder unsichtbare Tinte zur Verwendung. Auch hörte er feindliche Sender ab und sammelte so Informationen über die Sowjetunion, die Feldzüge der Deutschen und den Kriegseintritt der Vereinigten Staaten.
Knapp drei Jahre ging diese Arbeit gut. Haas’ Organisation der Revolutionären Sozialisten gehörten am Zenit mindestens 200 Personen an. Es ist nicht belegt, ob die Gruppe verraten wurde; gesichert ist, dass Philomena Haas einem Ehepaar sechs Pistolen sowie Munition anvertraute, das dieses in einem Keller vergrub. Daneben wurde auch die Kopie einer im Jahr 1941 angefertigten Nachrichtensammlung vergraben, die ein Kurier an die anderen Zweigstellen in Deutschland und Österreich übermittelt hatte. Dieses Depot wurde im Frühjahr 1942 von der Geheimen Staatspolizei (Gestapo) entdeckt.

### Tod
Hermann Frieb wurde am 26. März 1942 als Erster aus der Gruppe um Haas an der Front verhaftet, ihm folgte kurze Zeit später der Augsburger Bebo Wager. Haas, der von den Verhaftungen erfuhr, flüchtete von Bratislava nach Wien, wo er in einem Versteck Zuflucht fand. Dennoch machte die Gestapo das Versteck ausfindig und verhaftete am 20. Juni 1942 Haas in Schwechat. In den nächsten Monaten wurden beinahe alle Mitglieder der Gruppe um Haas verhaftet, zuletzt auch am 23. September 1942 seine Mutter. Am 10. Dezember 1942 wurde Haas unehrenhaft aus der Wehrmacht entlassen. Es folgten rund eineinhalb Jahre Verhöre, in denen er zum Teil unter Folter gezwungen wurde, Informationen und Gefolgsleute zu nennen.
Haas wurde nach Berlin deportiert, wo ihm mit Eduard Göth, der am 7. August 1942 verhaftet worden war, der Prozess gemacht wurde. Den Vorsitz führte der berüchtigte NS-Richter Roland Freisler. Haas gab vor Gericht an, dass er wisse, dass das deutsche Heer untergehen würde und seine Arbeit dazu gedient habe, für die Siegermächte Informationen zu sammeln sowie eine Organisation für die Zeit nach dem Krieg aufzubauen. Sowohl Haas als auch Göth wurden am 15. Dezember 1943 zum Tod durch das Fallbeil verurteilt. Ein weiterer Mitangeklagter erhielt eine Gefängnisstrafe von zwölf Jahren. Um noch weitere Informationen aus Haas herauszupressen, wurde er noch weitere acht Monate gefoltert. Er wurde am 30. August 1944 in Wien nicht, wie das Urteil vorsah, enthauptet, sondern erhängt.

## Sonstiges
- Eduard Göth wurde am 13. März 1944 hingerichtet.
- Das Ehepaar Brunner aus Wörgl wurde am 9. September 1943 in München-Stadelheim exekutiert.
- Am 12. August 1944 starben Hermann Frieb und Bebo Wager.
- Philomena Haas, Haas’ Mutter, überlebte den Krieg in einem Gefängnis in Deutschland. 1945 wurde sie von den Russen befreit und kehrte nach Wien zurück. Sie starb am 24. November 1973, im Alter von 92 Jahren.
- In Süddeutschland und Österreich wurden über 200 Menschen im Zusammenhang mit der Haas-Gruppe verhaftet. Von ihnen wurden mindestens vierzig Personen exekutiert, darunter mindestens acht Österreicher.

- Seit 1950 trägt jene Wohnhausanlage, in der Haas bis vor seiner Verhaftung lebte, den Namen Otto-Haas-Hof. Die Einweihung nahm der damalige Bürgermeister von Wien, Theodor Körner, persönlich vor.